# بوتسفورد، لینکلن‌شر
latitudeبوتسفورد، لینکلن‌شرlongitudeبوتسفورد، لینکلن‌شر
بوتسفورد، لینکلن‌شر (به انگلیسی: Bottesford, Lincolnshire) یک شهرک در بریتانیا است که در یورکشایر و هامبر واقع شده‌است.